# Damaskus universitet
Damaskus universitet är ett universitet i Syrien, beläget i huvudstaden Damaskus. Det är landets största och äldsta universitet och har ett flertal campus i andra syriska städer.
Det grundades 1923 genom en sammanslagning av Medicinska skolan, etablerad 1903, och Juridiska institutet, etablerat 1913, vilket gör det till det äldsta universitetet i det moderna Syrien. Fram till 1958 hette det Syriska universitetet, men namnet ändrades till det nuvarande i och med grundandet av Aleppos universitet.
Universitetet har 16 fakulteter och ett flertal forskningsinstitut. Universitetet har arabvärldens största institution för arabiska som främmande språk.